# Ángel Baena
Ángel Baena Pérez (Barcelona, 13 de octubre de 2000) es un futbolista español que juega como extremo en el Widzew Łódź de la Ekstraklasa.

## Trayectoria
Barcelonés, firmó por el Real Betis en 2017 para incorporarse a su cantera procedente del C. F. Damm. Debutó pronto con el filial, el 14 de abril de 2018, en un empate por 2-2 frente al F. C. Jumilla en la extinta Segunda División B, donde además anotó su primer gol con el equipo. A lo largo de sus siguientes cuatro temporadas en el club, se convirtió en uno de los más destacados canteranos béticos, cuajando grandes actuaciones y siendo un jugador habitual en el filial.
Abandonó el club al término de la temporada 2021-22, finalizando su contrato, tras el descenso del filial a Segunda División RFEF. Aun así, logró encontrar equipo en el fútbol profesional de la mano del C. D. Lugo de la Segunda División, oficializándose su incorporación por el club gallego el 1 de julio de 2022. En este equipo volvió a vivir otro descenso y se marchó a Polonia, país en el que jugó para el Wisła Cracovia y el Widzew Łódź.

## Clubes
Actualizado al último partido disputado en mayo de 2025.
| Club            | País    | Año       | Partidos | Goles |
| --------------- | ------- | --------- | -------- | ----- |
| Betis Deportivo | España  | 2019-2022 | 88       | 6     |
| C. D. Lugo      | España  | 2022-2023 | 35       | 1     |
| Wisła Cracovia  | Polonia | 2023-2025 | 80       | 6     |
| Widzew Łódź     | Polonia | 2025-     |          |       |

## Palmarés

### Títulos nacionales
| Título          | Club           | País    | Año  |
| --------------- | -------------- | ------- | ---- |
| Copa de Polonia | Wisła Cracovia | Polonia | 2024 |